# Gabourey Sidibe
Gabourey Sidibe (/ˈɡæbəˌreɪ ˈsɪdɪˌbeɪ/ GAB-ə-ray SID-i-bay; sinh ngày 6 tháng 5 năm 1983) là một nữ diễn viên người Mỹ. 
is an American actress. Sidibe đã diễn xuất lần đầu trong phim 2009 Precious, một vai mang lại cho cô giải Independent Spirit Award for Best Female Lead cũng như đề cử Quả cầu vàng và Academy Award for Best Actress. Các phim khác của cô tham gia diễn xuất gồm Tower Heist (2011), White Bird in a Blizzard (2014), và Grimsby (2016).
Từ năm 2010 đến năm 2013, cô là thành viên diễn viên chính của loạt phim Showtime The Big C. Sidibe đồng vai chính trong loạt phim truyền hình American Horror Story: Coven trong vai Queenie và American Horror Story: Freak Show vai Regina Ross, và sau này vai Queenie trong American Horror Story: Hotel. Từ năm 2015, cô vào vai trong loạt phim nhạc kịch Fox Empire với vai Becky Williams.

## Thời thơ ấu
Sidibe sinh ở Bedford–Stuyvesant, Brooklyn, New York, và lớn lên ở Harlem. Mẹ cô, Alice Tan Ridley, một ca sĩ R&B và gospel Mỹ đã tham gia mùa năm của America's Got Talent, ngày 15 tháng 6 năm 2010. Cha cô, Ibnou Sidibe, từ Senegal là tài xế taxi.